# Bachaue, Röhricht und Quellfluren süd-südwestlich von Herrnöd

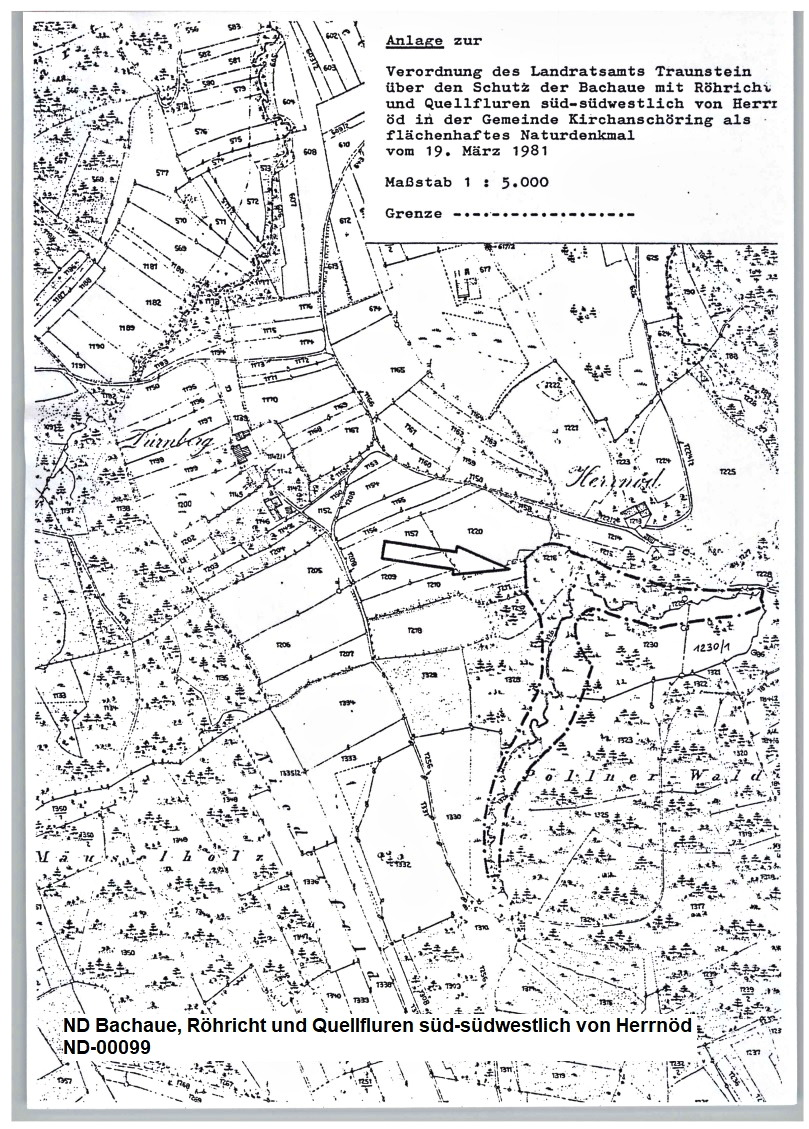
Lageplan Amtsblatt

Als flächenhaftes Naturdenkmal sind die Bachaue, Röhricht und Quellfluren süd-südwestlich von Herrnöd auf dem Gemeindegebiet von Kirchanschöring im Landkreis Traunstein seit März 1981 unter Schutz gestellt. 
Das Bayerische Landesamt für Umwelt (LfU) führt sie unter der Nummer ND-00099. 

## Lage und Beschreibung
Das Schutzgebiet von 3,14 ha erstreckt sich als schmaler Streifen beidseitig entlang des Herrnöder Bachs, einem Seitenarm der Götzinger Achen über eine Länge von ca. 650 m.

### Schutzzweck
Die Erlen- und Eschen-Bachaue mit Röhricht und Quellfluren ist zu schützen, da es sich um einen qualitativ hochwertigen Lebensraum in dem ansonsten biotoparmen Drumlinsgebiet zwischen Salzach und Waginger See handelt.